# WARR-Ex 2

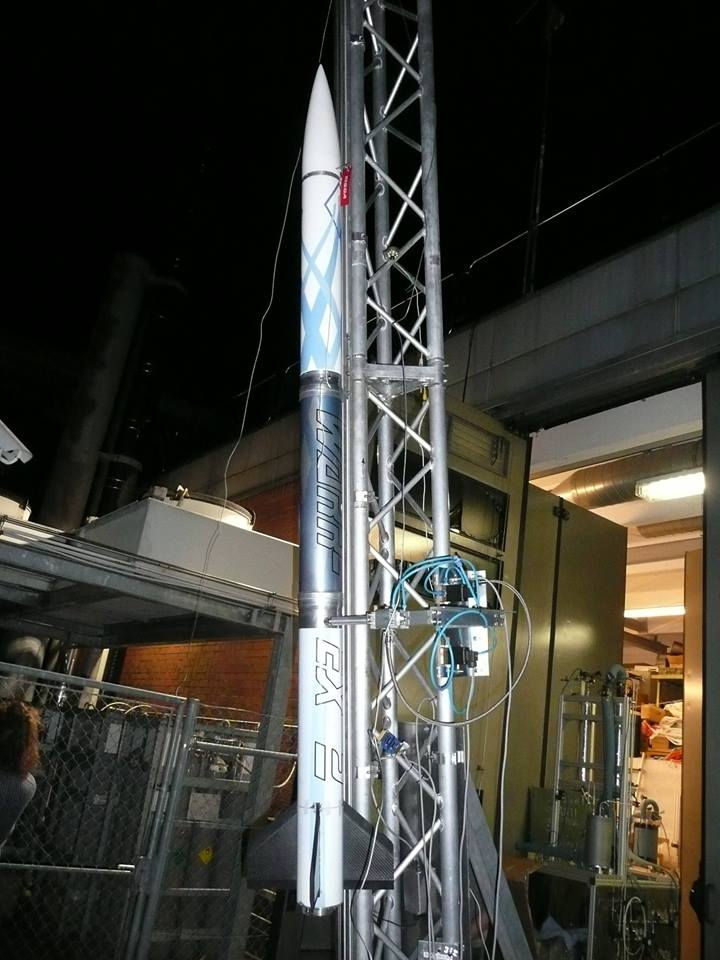
WARR-Ex 2 auf ihrer Startrampe bei einem Test-Countdown an der Technischen Universität München

Die WARR-Experimental-Rakete 2 (WARR-Ex 2) ist eine von Studenten der Technischen Universität München entwickelter Technologieträger. Die Rakete dient vornehmlich der Flugerprobung des Hybrid-Raketentriebwerks HYPER-1 und Schulung der Betreiber.

## Entwicklung
Die Entwicklung der WARR-Ex 2 betrieben mehrere Studentengenerationen unterschiedlicher Fachrichtungen. Neben dem Flugsegment ist das Bodensegment (die Startrampe und ihre Steuerung) als auch das Hybrid-Raketentriebwerk HYPER-1 und dessen Prüfstand auf die Entwicklung der WARR-Ex 2 zugeschnitten.

## Erstflug
Der Erstflug der WARR-Ex 2 fand im Mai 2015 im CLBI in Brasilien statt. Nach einer Verzögerung des Starts um zwei Tage beschleunigte das Fluggerät kurz nach erfolgreicher Zündung auf Überschallgeschwindigkeit und erreichte eine maximale Flughöhe von 5500 m ü.N. Nach Angaben des Betreibers des CLBI markiert der Start der WARR-Ex 2 den ersten Start einer Hybridrakete auf dem südamerikanischen Kontinent. Die Flugerprobung dient hauptsächlich der Validierung des Gesamtsystems.
Die Startvorbereitungen fanden eingebettet in den „1º Astronautic Workshop Brazil-Germany, 2015, Natal“ statt, den die WARR mit einer Präsentation über die unmittelbaren Startaktivitäten und technischen Herausforderungen eröffnete.

## Nachfolgemodelle
An die erfolgreiche Flugerprobung der WARR-Ex 2 schließt sich die Entwicklung des Nachfolgemodells WARR-Ex 2b an, welches stärker auf Flugleistung optimiert ist. Dessen Flugerprobung erfolgt ebenfalls im CLBI in Brasilien durch ein neues Team aus Studenten.